# Autobahnraststätte Pratteln

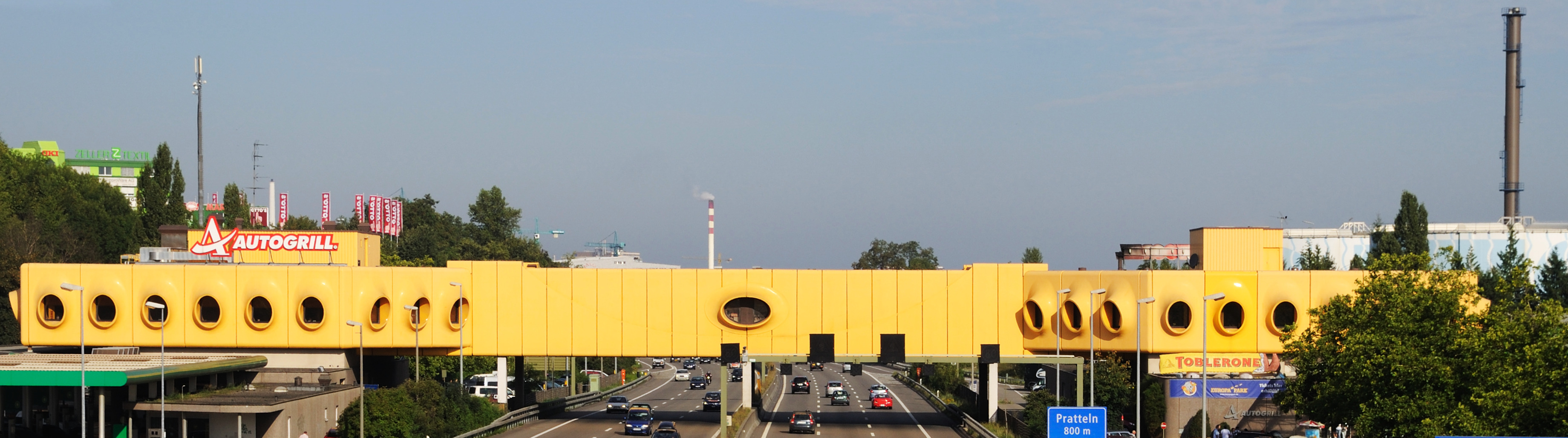
Autobahnbrücke Pratteln von Osten

Die Autobahnraststätte Pratteln liegt an der A2/A3 wenige Kilometer östlich von Basel im Gemeindegebiet von Pratteln. Die auch Tor zur Schweiz genannte gelblich-orangefarbene Raststätte wird täglich im Durchschnitt von 115'000 Fahrzeugen passiert; pro Jahr legen rund 3 Millionen Fahrzeuge einen Zwischenstopp ein.
Bauliche Dominante der Raststätte ist eine rund 100 m lange Brücke über die an dieser Stelle sechsspurige Autobahn, die neben zwei Restaurants in den Sockelbauten eine Ladenzeile im Übergang beherbergt. Das Bauwerk bietet 15 Geschäften eine Verkaufsfläche von 1850 m² und gehört seit der Sanierung zum italienischen Gastro- und Handelsunternehmen Autogrill. Davor war die Raststätte unter dem Namen Autobahnraststätte Windrose bekannt. Ihre architektonische Gestaltung durch die Soft-Edge-Ästhetik gilt als typisch für die 1970er Jahre.

## Architektur

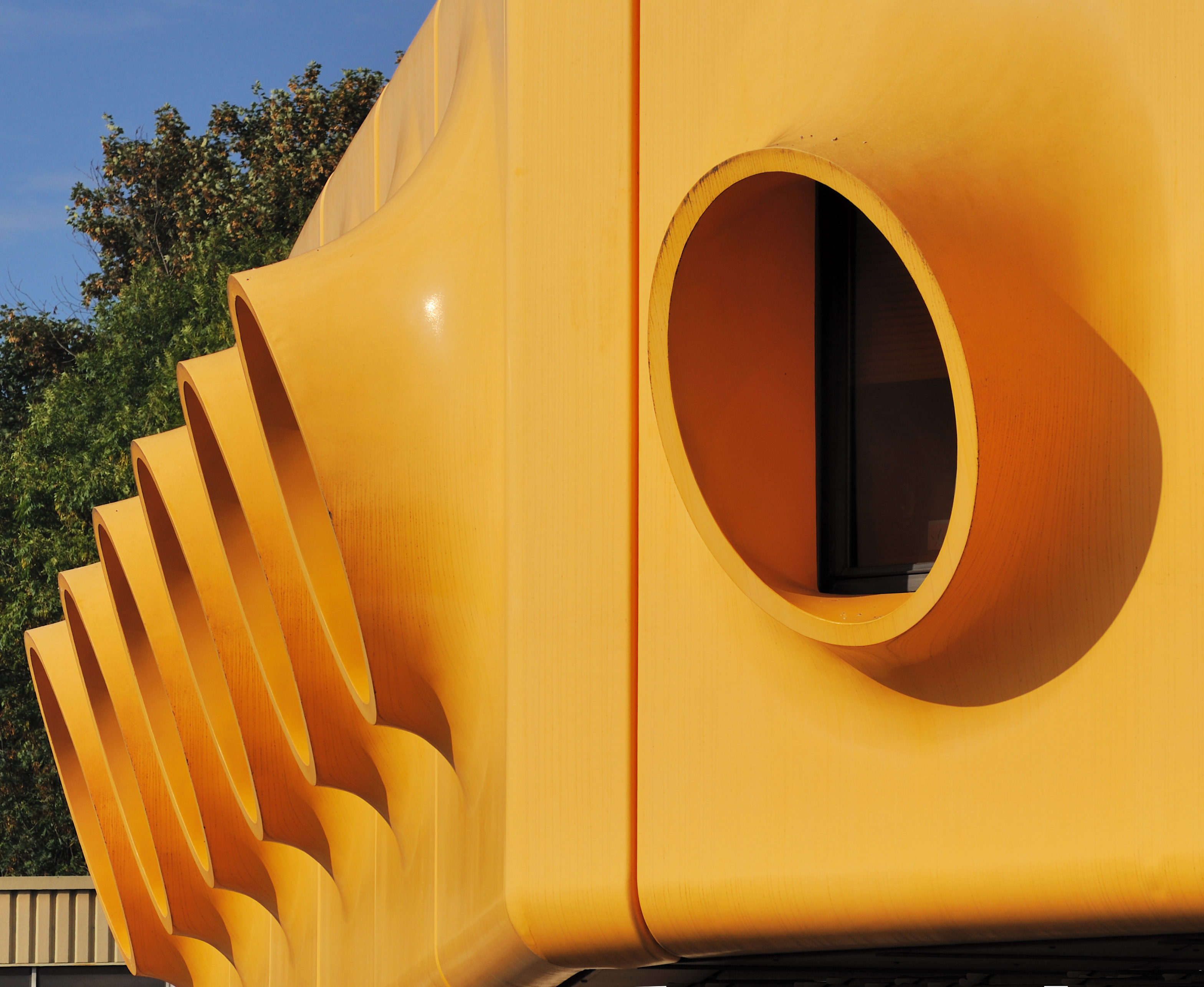
Fassadendetail

Die Brücke wurde von dem Basler Architektenbüro Casoni & Casoni, den Brüdern Angelo und Dante Casoni entworfen und am 26. Oktober 1978 ihrer Bestimmung übergeben. Die Ölkrise in den Jahren 1973/74 verzögerte den Bau, der bereits sechs Jahre vor seiner Eröffnung von der Baselbieter Regierung bewilligt worden war. Die Brücke über die Autobahn ist auf beiden Seiten über zwei Sockelbauten von den jeweiligen Parkplätzen aus zu erreichen. Markantes Element der Brücke ist das auf beiden Seiten zentral angebrachte Bullauge. Die Gebäudeteile, die sich seitlich auf der Raststätte befinden, haben auf jeder Seite jeweils neun kleinere Bullaugen. Die insgesamt 56 Bullaugen, welche durch ihre gewölbte Formgebung nach aussen kragen, sind von der Fassadenverkleidung, die von der Max Horlacher AG gefertigt wurde, ummantelt. Der Mittelteil über der Autobahn ist durch eine geschwungene Linie in zwei Flächen unterteilt. Die 98 Wand- und acht Eckelemente sind aus Kunststoff gefertigt; die Wanddicken betragen zwischen 6 und 8 mm. Die ursprünglich orange-braun lackierte Fassade besteht aus glasfaserverstärktem Polyesterharz, das im Handauflegeverfahren verarbeitet wurde, und ist in einem auffälligen Gelb-Orange bemalt. Dieser Anstrich des Künstlers Jorge Pardo löste bei der Sanierung im Jahr 2000 die ursprüngliche Gestaltung in den Farben Orange und Braun ab. Das Verfahren der Neubeschichtung von Polyesterelementen wurde auch an lebensgrossen Polyesterkühen im Mystery Park Interlaken angewandt.

## Betrieb
Im Jahr 2008 erwirtschaftete der Betrieb rund 60 Millionen Schweizer Franken Umsatz und beschäftigte 250 Mitarbeiter. Die Hälfte des Umsatzes lieferte bei insgesamt rund vier Millionen Gastkontakten der Verkauf von Treibstoffen.